# Ciało zbiorów
Ciało zbiorów, algebra zbiorów – rodzina {\displaystyle {\mathcal {F}}} podzbiorów pewnego niepustego zbioru {\displaystyle X} spełniająca warunki:
1. zbiór pusty należy do {\displaystyle {\mathcal {F}},}
2. dopełnienie zbioru należącego do {\displaystyle {\mathcal {F}}} należy do {\displaystyle {\mathcal {F}},}
3. suma dwóch zbiorów należących do {\displaystyle {\mathcal {F}}} należy do {\displaystyle {\mathcal {F}}.}

Czasami, by podkreślić, że {\displaystyle {\mathcal {F}}} jest rodziną podzbiorów konkretnego zbioru {\displaystyle X,} pisze się ciało zbiorów na {\displaystyle X.}
Ciała zbiorów bada się w teorii mnogości i teorii algebr Boole’a, w mniejszym stopniu w teorii miary, probabilistyce, topologii i kombinatoryce.

## Podstawowe przykłady
Niech {\displaystyle X} będzie niepustym zbiorem.
Następujące rodziny podzbiorów {\displaystyle X} są ciałami na {\displaystyle X{:}}
- rodzina wszystkich podzbiorów zbioru {\displaystyle X} (zbiór potęgowy),
- rodzina złożona ze zbioru pustego i zbioru {\displaystyle X,}
- rodzina {\displaystyle {\mathcal {F}}_{A}=\{A,X\setminus A,\varnothing ,X\},} gdzie {\displaystyle A} jest dowolnym podzbiorem {\displaystyle X,}
- rodzina złożona z tych podzbiorów zbioru liczb naturalnych, które są skończone lub ich dopełnienie jest skończone (jest ciałem),
- każde σ-ciało podzbiorów {\displaystyle X} – na przykład rodzina borelowskich podzbiorów danej przestrzeni topologicznej jest ciałem, które jest również σ-ciałem.

Jeśli {\displaystyle (X,\tau )} jest przestrzenią topologiczną, to rodzina otwarto-domkniętych podzbiorów {\displaystyle X} tworzy ciało. (Ciała tego typu są rozważane głównie dla przestrzeni zerowymiarowych).
Niech {\displaystyle (X,\leqslant ^{*})} będzie porządkiem liniowym w którym istnieje element najmniejszy. Dla {\displaystyle x,y\in X\cup \{\infty \},\,x<^{*}y} niech {\displaystyle [x,y):=\{z\in X\colon x\leqslant ^{*}z<^{*}y\}.} (Element {\displaystyle \infty } jest traktowany jako element większy niż wszystkie punkty z {\displaystyle X.}) Niech {\displaystyle {\mathcal {F}}} będzie rodziną złożoną ze zbioru pustego oraz tych podzbiorów {\displaystyle X} które mogą być przedstawione jako {\displaystyle [x_{0},y_{0})\cup \ldots \cup [x_{k},y_{k})} dla pewnych elementów {\displaystyle x_{0},y_{0},\dots ,x_{k},y_{k}\in X\cup \{\infty \}} spełniających nierówności {\displaystyle x_{0}<^{*}y_{0}<^{*}x_{1}<^{*}y_{1}<^{*}\ldots <^{*}x_{k}<^{*}y_{k},} {\displaystyle k\in {\mathbb {N} }.} Wówczas {\displaystyle {\mathcal {F}}} jest ciałem podzbiorów {\displaystyle X;} jest to ciało generowane przez przedziały {\displaystyle [x,y)} dla {\displaystyle x,y\in X\cup \{\infty \}.}

## Podstawowe własności
- Każde ciało na {\displaystyle X} jest zamknięte na dowolne skończone przekroje i sumy.
- Przekrój dowolnej rodziny ciał na {\displaystyle X} jest ciałem zbiorów.
- Dla dowolnej rodziny {\displaystyle {\mathcal {A}}} podzbiorów zbioru {\displaystyle X} istnieje najmniejsze ciało zbiorów zawierające wszystkie zbiory tej rodziny. Nazywamy je ciałem generowanym przez tę rodzinę.
- Przypuśćmy, że {\displaystyle {\mathcal {F}}} jest ciałem podzbiorów {\displaystyle X,} a {\displaystyle {\mathcal {I}}} jest ideałem podzbiorów {\displaystyle X.} Wówczas ciało generowane przez {\displaystyle {\mathcal {F}}\cup {\mathcal {I}}} to rodzina {\displaystyle {\big \{}A{\dot {-}}B:A\in {\mathcal {F}}\ \wedge \ B\in {\mathcal {I}}{\big \}},} gdzie {\displaystyle {\dot {-}}} oznacza operację różnicy symetrycznej.
- Pierścień zbiorów {\displaystyle R} na {\displaystyle X} jest ciałem zbiorów, jeśli należy do niego zbiór {\displaystyle X.}

## Ciała jako algebry Boole’a
- Jeśli {\displaystyle {\mathcal {F}}} jest ciałem zbiorów na {\displaystyle X,} to {\displaystyle ({\mathcal {F}},\cup ,\cap ,{}',\varnothing ,X)} jest algebrą Boole’a.
- Twierdzenie Stone’a o reprezentacji algebr Boole’a mówi, że każda algebra Boole’a jest izomorficzna z pewnym ciałem zbiorów (traktowanym jako algebra Boole’a). Dokładniej mówiąc, algebra Boole’a {\displaystyle \mathbb {B} } jest izomorficzna z ciałem otwarto-domkniętych podzbiorów przestrzeni ultrafiltrów na {\displaystyle \mathbb {B} } (tzw. przestrzeni Stone’a algebry {\displaystyle \mathbb {B} }). Twierdzenie Stone’a nie może być dowiedzione wyłącznie na gruncie aksjomatyki Zermela-Fraenkla – wymaga ono założenia pewnej formy aksjomatu wyboru (rozszerzalności ideałów w algebrach Boole’a do ideałów pierwszych).